# Jevik (gmina Sjenica)
Jevik (cyr. Јевик) – wieś w Serbii, w okręgu zlatiborskim, w gminie Sjenica. W 2011 roku liczyła 32 mieszkańców.